# Albert Sambi Lokonga
Albert-Mboyo Sambi Lokonga (* 22. Oktober 1999 in Verviers) ist ein belgischer Fußballspieler, der beim FC Arsenal in der englischen Premier League unter Vertrag steht und aktuell an den FC Sevilla ausgeliehen ist.

## Karriere

### Verein
Sambi Lokonga unterschrieb seinen ersten professionellen Vertrag bei RSC Anderlecht am 10. November 2017. Er machte sein Debüt im Profifußball für Anderlecht bei einem 1:0-Sieg in der belgischen Division 1A gegen KAS Eupen am 22. Dezember 2017. Ende November 2019 verlängerte der RSC Anderlecht seinen Vertrag bis Sommer 2023. In der Saison 2020/21 stand er in 33 von 40 möglichen Ligaspielen (darunter alle sechs Spiele der Meister-Play-off-Runde) für Anderlecht auf dem Platz, wobei er in der Hauptrunde drei Tore schoss, sowie in vier Pokalspielen.
Mitte Juli 2021 wechselte er zum englischen Verein FC Arsenal. Von dort wurde er Ende Januar 2023 an den Stadt- und Ligarivalen Crystal Palace verliehen. Im Sommer 2023 folgte die nächste Leihe zu Aufsteiger Luton Town. Auch in der darauffolgenden Saison wurde er verliehen. Er spielt ab Juli 2024 für den FC Sevilla.

### Nationalmannschaft
Er absolvierte bisher Spiele für verschiedene Jugendauswahlen Belgiens (U17, U19 und U21). Beim Freundschaftsspiel der A-Nationalmannschaft am 3. Juni 2021 gegen Griechenland gehörte er zum Kader, wurde er nicht eingesetzt.

## Persönliches
Er ist in Belgien geboren und hat Wurzeln in der Demokratischen Republik Kongo. Sein älterer Bruder Paul-José Mpoku ist ebenfalls Fußballspieler.